# Strandglim
Strandglim (Silene uniflora) är en flerårig ört tillhörande familjen nejlikväxter.

## Utseende
Strandglim har 1 till 5 vita blommor (i vissa mer sällsynta fall har blommorna en svagt violett ton). Kronbladen är 20 till 30 millimeter långa och foderbladen är 6 till 8 millimeter kortare än kronbladen. Fodret är något uppblåst, färgat vinrödbrunt, nätådrigt och format klot- eller klocklikt. Fodret har alltid 20 huvudnerver. Plantans blad är i regel smala och 18 till 30 millimeter långa. De något köttiga bladen är strödda, har en svagt blågrön ton, och täcks av ett vaxlager. Fruktämnet mognar till en 6–10 millimeter lång kapsel. Det finns ett, 3 till 4,5 millimeter långt, mellanrum mellan foderets fäste och kapseln (detta mellanrum kallas formellt för karpofor). Stjälken kan vara något förvedad nedtill, speciellt på äldre exemplar. 
Växer i stort sett alltid i tuvor, som ibland kan bilda en tjock matta. Arten blommar mellan juni och augusti. Varje exemplar blir ungefär 8 till 40 centimeter högt.

## Utbredningsområde och biotop
Strandgilm är en av Sveriges vanligaste strandväxter. Den växer på steniga, grusiga eller sandiga kustområden, mellan klippor och på havsstrandvallar.
Strandglim är tämligen allmänt förekommande längs stränder i hela Bottniska viken (både på den svenska och den finska sidan), Norges kustområden, samt Sveriges västkust ner till området kring Helsingborg. Arten förekommer mycket sparsamt eller inte alls längs den svenska kuststräckan mellan Norrtälje och Helsingborg, men underarten Alvarglim Silene uniflora ssp. petraea ((Fr. ex Hartm.) Jonsell & Honor Prentice)) växer dock i områden med alvarmark på Öland och Gotland.

## Underarter
Två underarter kan urskiljas i Sverige, huvudunderarten vanlig strandglim (subsp. uniflora) bildar många stjälkar och är vanligen mattbildande. Blommorna har breda kronblad.
Alvarglim (subsp. petraea) inte är mattbildande och har smalare kronblad.
Några andra underarter förekommer i kontinentala Europa:
- subsp. glareosa

- subsp. prostrata

- subsp. thorei

## Etymologi
Artepitetet uniflora är en sammansättning av de latinska orden unus (som betyder "en") och flos (som betyder "blomma"). Detta epitet syftar på att blommorna sitter en och en samt att varje exemplar endast har ett fåtal blommor (arten har vanligtvis mellan en och fem blommor per blomstjälk).
Namnet strandtarald används ibland synonymt med strandglim.